# Kaukauna (condado de Outagamie, Wisconsin)
Kaukauna es un pueblo ubicado en el condado de Outagamie en el estado estadounidense de Wisconsin. En el Censo de 2010 tenía una población de 1238 habitantes y una densidad poblacional de 28,76 personas por km².

## Geografía
Kaukauna se encuentra ubicado en las coordenadas 44°20′57″N 88°13′36″O / 44.34917, -88.22667. Según la Oficina del Censo de los Estados Unidos, Kaukauna tiene una superficie total de 43.05 km², de la cual 42.2 km² corresponden a tierra firme y (1.96%) 0.84 km² es agua.

## Demografía
Según el censo de 2010, había 1238 personas residiendo en Kaukauna. La densidad de población era de 28,76 hab./km². De los 1238 habitantes, Kaukauna estaba compuesto por el 98.14% blancos, el 0.73% eran afroamericanos, el 0.24% eran amerindios, el 0.24% eran asiáticos, el 0% eran isleños del Pacífico, el 0.24% eran de otras razas y el 0.4% pertenecían a dos o más razas. Del total de la población el 0.65% eran hispanos o latinos de cualquier raza.